# 群馬県立中之条高等学校
群馬県立中之条高等学校（ぐんまけんりつ なかのじょうこうとうがっこう）は、群馬県吾妻郡中之条町大字中之条町にあった県立高等学校。近隣の群馬県立吾妻高等学校と共に2018年3月31日をもって閉校し、2018年4月1日からは2校が統合し群馬県立吾妻中央高等学校になっている。

## 略歴
- 1899年（明治32年）4月1日 - 群馬県吾妻農学校として開校。
- 1900年（明治33年）4月1日 - 群馬県農学校と改称。
- 1901年（明治34年）6月21日 - 群馬県立農業学校と改称。
- 1912年（明治45年）4月1日 - 群馬県立中之条農業学校と改称。
- 1948年（昭和23年）4月1日 - 群馬県立中之条高等学校と改称。
- 1948年（昭和23年）10月1日 - 定時制普通科を設置。
- 1952年（昭和27年）4月1日 - 普通科において女子の募集を停止。
- 1952年（昭和27年）10月10日 - 嬬恋分校を設置。
- 1953年（昭和28年）10月1日 - 現在の校歌・校旗を制定。
- 1968年（昭和43年）4月1日 - 嬬恋分校を群馬県立嬬恋高等学校として分離。
- 2000年（平成12年）4月1日 - 普通科において男女共学化。農業科・生活科学科を改組し生物生産科とする。定時制募集を停止。
- 2018年（平成30年）群馬県立吾妻高等学校との統合により群馬県立吾妻中央高等学校となるため、閉校。そして新校名として開校。[2]

## 沿革
同校は、群馬県立吾妻農学校という名称で、群馬県最初の農学校として1899年に吾妻郡中之条町に設立された。設立当時の入学生は39人で授業料は50銭であった。日清戦争後であったため授業に教練や発火演習が取り入れられ、これは1945年の終戦まで行われた。
1901年には群馬県農学校に改称。その後群馬県立農学校、群馬県立中之条農業学校などを経て、1948年には学制改革により現校名の群馬県立中之条高等学校に改称、農業科2学級・農業土木科・家庭科・普通科各1学級（翌年には定時制普通科を追加）という構成になった。2000年には普通科男女募集、農業科学科改編により生物生産科と科名変更、生活科学科・定時制普通科募集停止などを行い、現在に至る。

## 特徴
農業学校として設立されただけあり、卒業生の中には農業などの分野で活躍している者が多々いる。また土木科は測量士、測量士補の資格の合格率が非常に高く、測量士に至っては全国の高校生の合格者の60％を中之条高等学校の生徒が占めている。部活動においては陸上部の活躍が顕著であり、毎年インターハイに数名を輩出させるなど競技力の高さが窺える。2015年には世界ユースに出場する選手が出るなど高校生でもトップレベルの選手が在籍していることもある。800mに関しては県内の高校記録が30年以上破られていない。そして駅伝の分野においては1980年度に開かれた第31回全国高校駅伝で群馬県初の8位入賞という結果を残した。1984年度の大会以来全国出場はなかったが、2006年には13年連続で全国出場の東京農業大学第二高等学校を破り、通算15回目となる全国大会への切符を手にした。
関東高校駅伝の出場回数は山梨県立農林高等学校に次いで2番目である。

## 学科
- 普通科
- 生物生産科
- 農業土木科（平成18年度から環境工学科に名称変更）
- 環境工学科

## 旧学科
- 農業科（平成12年名称変更）
- 家庭科（昭和35年名称変更）
- 農村家庭科（昭和38年名称変更）
- 生活科（平成3年名称変更）
- 生活学科（平成12年度から募集停止）
- 定時制普通科（平成12年度から募集停止）

## 分校
同校は1952年、嬬恋村三原に嬬恋分校を設立した。学科は昼間定時制普通科であり農業科などはなかった。設立の背景には、学制改革により従来の中等学校から新制の高等学校に移行して以来、吾妻郡西部においても高校設置の要望が強くなったことがある。嬬恋分校の設立により、地域の高校教育は平等になった。この分校は1968年に群馬県立嬬恋高等学校として独立した。

## 文化財
- ラクウショウ[:en] - 群馬県指定天然記念物に指定されている。北米原産の落葉針葉高木で、目通り3.0m、樹高25m。星野長太郎が1893年のシカゴ万国博覧会（シカゴ・コロンブス世界博覧会）を視察した際、持ち帰った樹木の一部といわれている。

## 著名な出身者
- 佐藤緑葉（文学者）
- トーマス永井（画家）
- 剣持哲志（陸上競技選手）
- 金子健司（陸上競技選手）
- 金子宗弘（陸上競技選手、十種競技前日本記録保持者）
- 町田次雄（陸上競技選手）
- 蜂須賀明美（陸上競技選手）
- 星野有（陸上競技選手）
- タイムマシーン3号・関太（お笑い芸人)

## 周辺
校舎は、中之条市街を南に望む丘の上に立地する。
- 中之条町役場
- 中之条郵便局
- 中之条町立中之条小学校
- ツインプラザ
- 胡桃沢川 - 吾妻川の支流

## アクセス
- JR吾妻線 中之条駅から北西へ約800m
- 関越交通 中之条高校前停留所下車
- 群馬県道53号中之条湯河原線沿い